# Donja Misoča
Donja Misoča (en cyrillique : Доња Мисоча) est un village de Bosnie-Herzégovine. Il est situé dans la municipalité d'Ilijaš, dans le canton de Sarajevo et dans la fédération de Bosnie-et-Herzégovine. Selon les premiers résultats du recensement bosnien de 2013, il compte 451 habitants.

## Démographie

### Évolution historique de la population
| 1948 | 1953 | 1961 | 1971 | 1981 | 1991 | 2013 |
| ---- | ---- | ---- | ---- | ---- | ---- | ---- |
| -    | -    | 473  | 523  | 509  | 581  | 451  |

|  |

### Communauté locale
En 1991, Donja Misoča faisait partie de la communauté locale de Misoča qui comptait 991 habitants, répartis de la manière suivante :